# Bisdom San José in Californië

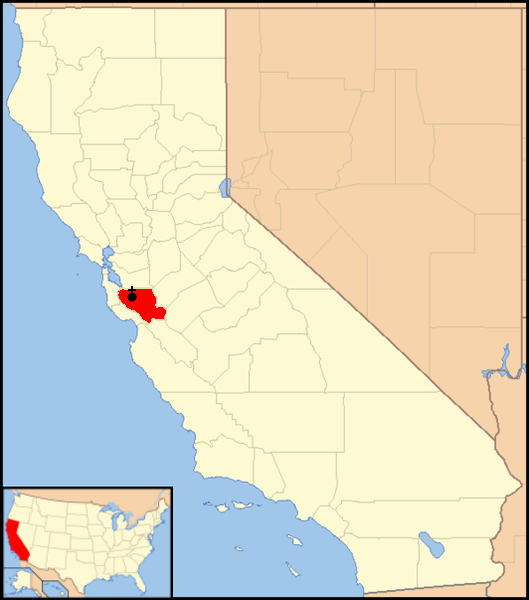
Het bisdom San José (rood) binnen de staat Californië

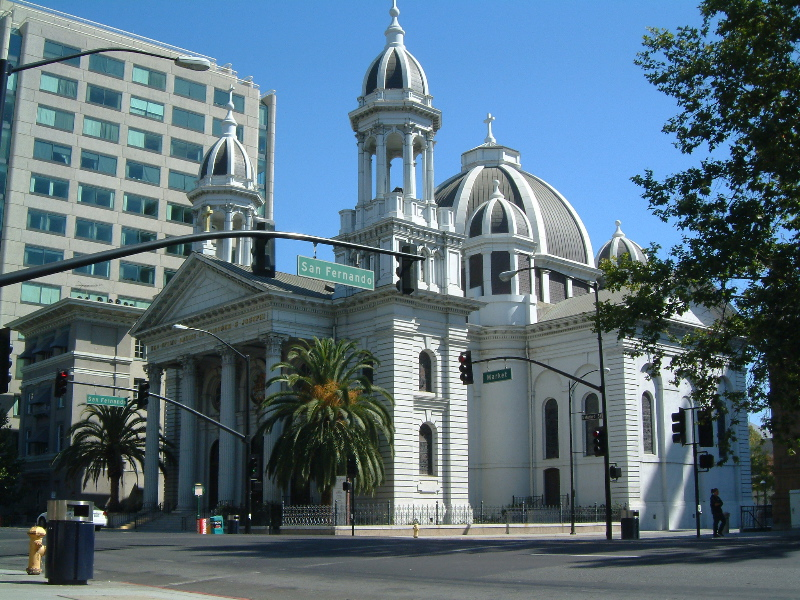
De kathedrale basiliek van Sint-Jozef van San José

Het bisdom San José in Californië (Latijn: Dioecesis Sancti Josephi in California) is een rooms-katholiek bisdom met als zetel San José in Californië. Het is een suffragaan bisdom van het aartsbisdom San Francisco. Het bisdom werd opgericht in 1981.
In 2020 telde het bisdom 49 parochies. Het bisdom heeft een oppervlakte van 3.367 km² en valt samen met Santa Clara County. Het bisdom telde in 2020 1.937.570 inwoners waarvan 35,6% rooms-katholiek was.

## Geschiedenis
In 1777 werd de missiepost van Santa Clara de Asis gesticht door Spaanse franciscanen. In 1853 werd het aartsbisdom San Francisco opgericht en viel het gebied van het huidige bisdom San José hieronder. Op 27 januari 1981 werd het bisdom San José opgericht met de kerk van Sint-Patrick als voorlopige zetel en proto-kathedraal. In 1990, na een renovatie, werd kerk van Sint-Jozef ingewijd als kathedraal en zetel van het bisdom. In 1995 werd de kathedraal verheven tot basilica minor.

## Bisschoppen
- Roland Pierre DuMaine (1981-1999)
- Patrick Joseph McGrath (1999-2019)
- Oscar Cantú (2019-)